# Mohajer-10
Mohajer 10 (перс. مهاجر ۱۰, дослівно «іммігрант») — іранський бойовий БПЛА, представлений 2023 року.
Має дальність польоту 2000 км, може перебувати в повітрі 24 години та перевозити до 300 кг вантажу, включаючи боєприпаси та електронне обладнання. Презентований у серпні 2023 року в присутності президента Ірану Ібрагіма Райсі та міністра оборони бригадного генерала Мохаммад-Реза Караї Аштіані.

## Історія
На презентації Mohajer 10 був оснащений 6 боєприпасами класу «повітря-земля»; ракетою Almas, бомбою Ghaem і плануючою бомбою Dastvareh/Arman-1. Ізраїльські медіа повідомили, що під час першої демонстрації дрона ізраїльському місту Дімона погрожували повідомленням «готуйте свій бункер», написаним на івриті.
У звіті Іранського мовлення та офіційному тизері про відкриття від іранського MODAFL не було згадок про Ізраїль. В інтернеті поширювався плакат, на якому зображено MQ-9, промаркований іранським прапором, який пролітає над ізраїльським Центром ядерних досліджень імені Шимона Переса (центр виробництва ізраїльської ядерної зброї) із написом на фарсі та івриті «Будь готовий до мандрівки в кам'яну добу».
Моделі Mohajer 9 і 7 знаходяться в розробці і жодної інформації про них не опубліковано. Mohajer 8 є імовірно оновленою версією Mohajer 6, який застосовувався у Іраку, Сирії та Україні. Зазначається, що безпілотник розроблений на основі запитів ВМС КВІР, Сухопутних сил КВІР та Сухопутних сил армії Ірану.

## Характеристики
- Паливний бак — 450 літрів.
- Швидкість — 210 км/год.
- Стеля висоти — 7 км.
- Корисне навантаження — до 300 кг

## Галерея
|  |
|  |

|  |
|  |

|  |
|  |

|  |
|  |

|  |
|  |

|  |
|  |

|  |
|  |